# Ardminish
Ardminish eller Ardmenish är den största orten på ön Isle of Gigha, i Gigha and Cara, Argyll and Bute, Skottland. Byn är belägen 30 km från Tarbert. Orten hade 51 invånare år 1961. Det finns en färja till Tayinloan.